# Салиас-де-Турнемир, Евгений Андреевич
Граф Евгений Андреевич Салиас-де-Турнемир (13 [25] апреля 1840, Москва, — 05 [18] декабря 1908, там же) — русский писатель, автор многочисленных романов и повестей из русской истории XVIII и XIX веков.

## Жизнь и творчество
По рождению принадлежал к аристократии. Его отец, французский граф Анри Салиас-де-Турнемир (Adoue de Sailhas de Tournemire; ок. 1810 — ок. 1894), разорился на попытке наладить в России производство игристых вин, в 1844 году выслан из страны за участие в дуэли. Воспитанием сына занималась мать, Елизавета Васильевна, урождённая Сухово-Кобылина (известная писательница). Дядя — знаменитый драматург А. В. Сухово-Кобылин. Детство Евгения и его сестёр Марии (впоследствии жены фельдмаршала И. В. Гурко) и Ольги (будущей жены калужского губернатора К. Н. Жукова) прошло в самом центре Москвы в особняке, который снимал у графа Гудовича его дед В. А. Сухово-Кобылин.
После окончания 3-й московской реальной гимназии Евгений Салиас-де-Турнемир в 1859 году поступает на юридический факультет Московского университета. В университете он проникается либеральными идеями, принимает активное участие в студенческой манифестации 1861 года (был одним из трёх человек, делегированных со студенческой петицией в Санкт-Петербург к императору Александру II). За участие в студенческих беспорядках Салиас-де-Турнемир был исключён с третьего курса университета. За ним лично и за домом его матери был установлен негласный полицейский надзор. В мае 1863 года Евгений вместе с матерью уезжает из России.
Первые художественные произведения Е. А. Салиас-де-Турнемир пишет во Франции. В 1863 году в журнале «Библиотека для чтения», который тогда возглавлял А. Ф. Писемский, была напечатана (под псевдонимом Вадим) его первая повесть «Ксаня чудная». За ней последовали: «Тьма», «Еврейка», «Манжажа». Эти повести социально-бытовой тематики получили весьма положительные оценки у критиков того времени. Так, видный либеральный публицист Н. И. Утин в письме к Н. П. Огарёву писал: «что касается „Тьмы“ Сальяса, то это, действительно, в высшей степени художественное произведение». В письме к матери Салиаса Огарев писал, что и её, и Россию можно поздравить с новым талантом.
Во второй половине 1860-х годов Евгений Салиас путешествует по Европе. Исколесил всю Испанию (свои впечатления о ней он опишет в очерках «Письма из Испании»), побывал в Италии, где встречался в Риме с Александром Ивановым, завершавшим там в эту пору свою картину «Явление Христа народу».
В 1869 году Е. А. Салиас-де-Турнемир возвращается в Россию. Молодой писатель смог лично убедиться в том, что европейский просвещенный либерализм, как ширма, скрывает множество социальных и духовных изъянов общества. Понял он и то, что остаётся исконным русским человеком, которого постоянно тянет на родину. В России собирался поступить на военную службу, однако не смог этого сделать: как подданный Франции по гражданству отца, он обязан был получить разрешение на это у французского правительства; император же Наполеон III в мягкой форме отказал ему, разрешив служить в русской армии только при условии, что Салиас-де-Турнемир не будет участвовать в военных действиях против Франции и её союзников.
Салиас уехал в Тулу, где состоял адвокатом по уголовным делам в Тульском окружном суде. Позже он перебрался в Тамбов, где служил чиновником по особым поручениям при местном губернаторе Н. М. Гартинге. Затем работал помощником секретаря статистического кабинета и редактором «Тамбовских ведомостей». Ознакомившись с архивом XVIII века, написал биографический труд «Г. Р. Державин, правитель Тамбовского наместничества» (Тамбов, 1871; в последующих изданиях — «Поэт-наместник»).
В Тамбове Салиас написал также сентиментальную повесть «Пандурочка», рассказывающую о любовной истории жительницы Кирсановского уезда Тамбовской губернии, и свой первый исторический роман «Пугачёвцы» («Русский Вестник», 1874). Работая над романом, Салиас тщательно собирал материалы в архивах и выезжал в районы пугачёвского восстания. У читателей роман имел оглушительный успех; критики же, указывая на яркость и колоритность языка, на удачную обрисовку некоторых второстепенных личностей и характерных сторон екатерининской эпохи, ставила в упрек автору чрезмерное подражание «Войне и миру» Л. Н. Толстого. Как писал исследователь творчества Салиаса А. И. Введенский, «критика поставила в упрек графу Салиасу, между прочим, то, что он является не только последователем, но и рабским подражателем графу Льву Толстому».
Успех романа «Пугачёвцы» предопределил направление дальнейшего творчества Салиаса: историко-приключенческая тематика займёт в нём главную роль. В 1874 году публицист и издатель М. Н. Катков предложил Салиасу возглавить ведущую столичную газету «Санкт-Петербургские ведомости», с окладом в 6000 рублей годовых плюс 10 % от чистой прибыли.
В декабре 1876 года прошение Салиаса о принятии его в русское подданство по высочайшему повелению было удовлетворено. Он оставляет газету, работа в которой требовала слишком много внутреннего напряжения, и переходит на службу в министерство внутренних дел. Вскоре Салиас переводится в Москву, где возглавит контору московских театров. Служба в конторе не требовала большой отдачи, и Салиас смог всецело посвятить себя писательской деятельности. Лишь однажды он попробовал вернуться к журналистике, — в 1881 году издавал собственный литературно-исторический журнал «Полярная звезда».
В 1880—1890-х годах историко-приключенческие повести и романы Евгения Салиаса один за другим появляются на страницах самых популярных журналов России («Нивы», «Русского вестника», «Исторического вестника», «Огонька», «Русской мысли») и приносят ему репутацию русского Дюма. В большинстве этих произведений события разворачиваются в России в XVIII — начале XIX века. Иногда Салиас позволяет себе очень вольно обращаться с историческими фактами.
Произведения Салиаса систематически критиковали как «левые» (почитавшие его записным реакционером), так и поборники изящного в искусстве (обвинявшие Салиаса в вульгаризации приёмов «Войны и мира»). Тем не менее статистические данные земских библиотек конца XIX века показывают, что граф Салиас был в то время самым востребованным и читаемым автором в России. По читательской популярности он опережал не только соотечественников, писавших в сходном жанре (Вс. С. Соловьёва, Г. П. Данилевского, Д. Л. Мордовцева), но и зарубежных мастеров приключенческой беллетристики. В 1890—1917 годах два раза издавалось полное собрание сочинений Евгения Салиаса. Первое, в 33 томах (прижизненное), в 1890-х годах, второе, которое, которое должно было стать полным, — с 1901 года. До Октябрьской революции успели выйти 20 томов.
В 1900-е годы творческая продуктивность писателя значительно снижается: сказывались возраст, прогрессирующие болезни и социальный эскапизм, нежелание расставаться с социальными иллюзиями прошлых лет. Из произведений этого периода выделяется роман «Военные мужики» (1903), где ярко показана картина жестокой расправы после подавления бунта в военных поселениях. Скончался писатель в тихом уголке Москвы — в «Левшине у Покрова» возле Арбата, в своем доме, в котором он почти безвыездно прожил последние 18 лет.

## Семья
Жена (с 1874 года) — Екатерина Алексеевна Муратова (1846—1906), познакомилась с будущим мужем в период его службы в Тамбове и к моменту бракосочетания имела от него двух детей. Семейная жизнь их не была счастливой. Графиня Е. В. Салиас-де-Турнемир считала этот неравный брак своего сына причиной всех его несчастий. Похоронена рядом с мужем на кладбище Новодевичьего монастыря.
У супругов родились многочисленные дети: Елизавета (1872—1960, в замужестве Теплова), Георгий (1873), Екатерина, Ксения, Мария, Евдокия (1882—1939). Последняя после окончания гимназии Арсеньевой училась на историко-философском отделении Высших женских курсов; занималась литературной деятельностью; в 1902 году вышла замуж за юриста князя Юрия Дмитриевича Урусова (1878—1937), сына Д. С. Урусова; в 1937 году была выслана в Киргизию, где и умерла от рака желудка. Её дочь — актриса Эда Урусова.

## Посмертная репутация
После Октябрьской революции 1917 года произведения Е. А. Салиаса-де-Турнемира в Советской России не издавались. Романы, главными действующими лицами которых являются крупные сановники, цари, царицы, принцы, дворяне — «верные слуги государю и Отечеству» и крепостные — «верные слуги», рабы своих господ, никак не удовлетворяли господствовавшей тогда марксистско-ленинской идеологии.
В 90-е годы XX века интерес к творчеству писателя возник снова. За 6 месяцев 1995 г. его романы изданы в общей сложности 340-тысячным тиражом. В столичных и провинциальных издательствах появились сочинения в 2-х томах в 1992 г., в 5-ти томах в 1993 г., романы «Миллион» (1992), «Аракчеевский сынок» (1993), «Крутоярская царевна» (1993) и др.

### Собрание сочинений
- Собрание сочинений. — Москва, 1901; 1904; 1905; 1908; 1911; 1914.

Выборочно:
- - Пугачёвцы: Роман. — Издание А. А. Карцева. — Москва: Типо-Литог. Г. И. Простакова, 1901. — Портр. Е. А. Салиаса.
  - Сенатский секретарь (Исторический рассказ); Смутитель (Рассказ); Былые гусары (Повесть). — Издание А. А. Петровича. — Москва: Типо-Литог. Т-ва И. Н. Кушнерёв и Ко, 1904.
  - Ведунья (Исторический роман в двух частях) — Издание А. А. Петровича. — Москва: Типо-Литог. Т-ва И. Н. Кушнерёв и Ко, 1904.
  - Крутоярская царевна (Историческая повесть. 1773 г.) — Издание А. А. Петровича. — Москва: Типо-Литог. Т-ва И. Н. Кушнерёв и Ко, 1904.
  - Граф Тятин-Балтийский (Историческая повесть в двух частях). — Издание А. А. Петровича. — Москва: Типо-Литог. Т-ва И. Н. Кушнерёв и Ко, 1904.
  - Неслыханное дело: Повесть. — Издание А. А. Петровича. — Москва: Типо-Литог. Т-ва И. Н. Кушнерёв и Ко, 1905.
  - Кудесник (Роман в двух частях). — Издание А. А. Петровича. — Москва: Типо-Литог. Т-ва И. Н. Кушнерёв и Ко, 1905.
  - Найдёныш: Продолжение романа «Пугачёвцы». — Москва: Типо-Литог. И. Ф. Смирнова, 1908.
  - Петербургское действо: Роман. Посвящается Александру Алексеевичу Нарышкину. — Издание А. А. Петровича. — Москва: Типо-Литог. И. Ф. Смирнова, 1908.
  - Атаман Устя (Поволжская быль в двух частях). Посвящается Марии Михайловне Петрово-Соловово. — Издание А. А. Петровича. — Москва: «Русская печатня», 1909.
  - Избушка на курьих ножках: Сказ. Посвящается Николаю Ивановичу Шумскому. — Издание А. А. Петровича. — Москва: «Русская печатня», 1909.
  - Свадебный бунт. 1705 г. (Исторический роман); Послание к россиянам; Лурдская богоматерь ( Из путевых писем. 1875 г.); Смертный грех (Повесть); Тишнгладский хутор (Рассказ); Черныш (Рассказ). — Москва: 1911.
  - Джеттатура: (Повесть). — Издание А. А. Карцева. — Москва: Т-во "Печатня С.П. Яковлева, 1914.